# Skate Canada International
O Skate Canada International é uma competição internacional e anual de patinação artística disputado desde 1973, e que faz parte do calendário do Grand Prix ISU desde 1995. A competição tem quatro eventos: individual masculino, individual feminino, duplas e dança no gelo.

## Edições
| Ano  | Edição               | Cidade sede                       | Sênior               | Sênior               | Sênior               | Sênior               | Ref         |
| Ano  | Edição               | Cidade sede                       | M                    | F                    | P                    | D                    | Ref         |
| ---- | -------------------- | --------------------------------- | -------------------- | -------------------- | -------------------- | -------------------- | ----------- |
| 1973 | 1.ª                  | Calgary, Alberta                  | •                    | •                    | •                    | •                    | [ 1 ] [ 2 ] |
| 1974 | 2.ª                  | Kitchener, Ontário                | •                    | •                    | •                    | •                    | [ 1 ] [ 2 ] |
| 1975 | 3.ª                  | Edmonton, Alberta                 | •                    | •                    | •                    | •                    | [ 1 ] [ 2 ] |
| 1976 | 4.ª                  | Ottawa, Ontário                   | •                    | •                    | •                    | •                    | [ 1 ] [ 2 ] |
| 1977 | 5.ª                  | Moncton, Nova Brunswick           | •                    | •                    | •                    | •                    | [ 1 ] [ 2 ] |
| 1978 | 6.ª                  | Vancouver, Colúmbia Britânica     | •                    | •                    | •                    | •                    | [ 1 ] [ 2 ] |
| 1979 | Não houve competição | Não houve competição              | Não houve competição | Não houve competição | Não houve competição | Não houve competição | [ 1 ] [ 2 ] |
| 1980 | 7.ª                  | Calgary, Alberta                  | •                    | •                    | •                    | •                    | [ 1 ] [ 2 ] |
| 1981 | 8.ª                  | Ottawa, Ontário                   | •                    | •                    | •                    | •                    | [ 1 ] [ 2 ] |
| 1982 | 9.ª                  | Kitchener, Ontário                | •                    | •                    | •                    | •                    | [ 1 ] [ 2 ] |
| 1983 | 10.ª                 | Halifax, Nova Escócia             | •                    | •                    | •                    | •                    | [ 1 ] [ 2 ] |
| 1984 | 11.ª                 | Victoria, Colúmbia Britânica      | •                    | •                    | •                    | •                    | [ 1 ] [ 2 ] |
| 1985 | 12.ª                 | London, Ontário                   | •                    | •                    | •                    | •                    | [ 1 ] [ 2 ] |
| 1986 | 13.ª                 | Regina, Saskatchewan              | •                    | •                    | •                    | •                    | [ 1 ] [ 2 ] |
| 1987 | 14.ª                 | Calgary, Alberta                  | •                    | •                    | •                    | •                    | [ 1 ] [ 2 ] |
| 1988 | 15.ª                 | Thunder Bay, Ontário              | •                    | •                    | •                    | •                    | [ 1 ] [ 2 ] |
| 1989 | 16.ª                 | Cornwall, Ontário                 | •                    | •                    | •                    | •                    | [ 1 ] [ 2 ] |
| 1990 | 17.ª                 | Lethbridge, Alberta               | •                    | •                    | •                    | •                    | [ 1 ] [ 2 ] |
| 1991 | 18.ª                 | London, Ontário                   | •                    | •                    | •                    | •                    | [ 1 ] [ 2 ] |
| 1992 | 19.ª                 | Victoria, Colúmbia Britânica      | •                    | •                    | •                    | •                    | [ 1 ] [ 2 ] |
| 1993 | 20.ª                 | Ottawa, Ontário                   | •                    | •                    | •                    | •                    | [ 1 ] [ 2 ] |
| 1994 | 21.ª                 | Red Deer, Alberta                 | •                    | •                    | •                    | •                    | [ 1 ] [ 2 ] |
| 1995 | 22.ª                 | Saint John, Nova Brunswick        | •                    | •                    | •                    | •                    | [ 3 ]       |
| 1996 | 23.ª                 | Kitchener, Ontário                | •                    | •                    | •                    | •                    | [ 4 ]       |
| 1997 | 24.ª                 | Halifax, Nova Escócia             | •                    | •                    | •                    | •                    | [ 5 ]       |
| 1998 | 25.ª                 | Kamloops, Colúmbia Britânica      | •                    | •                    | •                    | •                    | [ 6 ]       |
| 1999 | 26.ª                 | Saint John, Nova Brunswick        | •                    | •                    | •                    | •                    | [ 7 ]       |
| 2000 | 27.ª                 | Mississauga, Ontário              | •                    | •                    | •                    | •                    | [ 8 ]       |
| 2001 | 28.ª                 | Saskatoon, Saskatchewan           | •                    | •                    | •                    | •                    | [ 9 ]       |
| 2002 | 29.ª                 | Quebec, Quebec                    | •                    | •                    | •                    | •                    | [ 10 ]      |
| 2003 | 30.ª                 | Mississauga, Ontário              | •                    | •                    | •                    | •                    | [ 11 ]      |
| 2004 | 31.ª                 | Halifax, Nova Escócia             | •                    | •                    | •                    | •                    | [ 12 ]      |
| 2005 | 32.ª                 | St. John's, Terra Nova e Labrador | •                    | •                    | •                    | •                    | [ 13 ]      |
| 2006 | 33.ª                 | Victoria, Colúmbia Britânica      | •                    | •                    | •                    | •                    | [ 14 ]      |
| 2007 | 34.ª                 | Quebec, Quebec                    | •                    | •                    | •                    | •                    | [ 15 ]      |
| 2008 | 35.ª                 | Ottawa, Ontário                   | •                    | •                    | •                    | •                    | [ 16 ]      |
| 2009 | 36.ª                 | Kitchener, Ontário                | •                    | •                    | •                    | •                    | [ 17 ]      |
| 2010 | 37.ª                 | Kingston, Ontário                 | •                    | •                    | •                    | •                    | [ 18 ]      |
| 2011 | 38.ª                 | Mississauga, Ontário              | •                    | •                    | •                    | •                    | [ 19 ]      |
| 2012 | 39.ª                 | Windsor, Ontário                  | •                    | •                    | •                    | •                    | [ 20 ]      |
| 2013 | 40.ª                 | Saint John, Nova Brunswick        | •                    | •                    | •                    | •                    | [ 21 ]      |
| 2014 | 41.ª                 | Kelowna, Colúmbia Britânica       | •                    | •                    | •                    | •                    | [ 22 ]      |
| 2015 | 42.ª                 | Lethbridge, Alberta               | •                    | •                    | •                    | •                    | [ 23 ]      |
| 2016 | 43.ª                 | Mississauga, Ontário              | •                    | •                    | •                    | •                    | [ 24 ]      |
| 2017 | 44.ª                 | Regina, Saskatchewan              | •                    | •                    | •                    | •                    | [ 25 ]      |
| 2018 | 45.ª                 | Laval, Quebec                     | •                    | •                    | •                    | •                    | [ 26 ]      |

Legenda
- Parte do Grand Prix ISU

### Edições com outros eventos
| Ano  | Edição | Cidade sede                  | Q | Art. | Art. | Int. | Int. | J | Ref         |
| Ano  | Edição | Cidade sede                  | Q | M    | F    | M    | F    | M | Ref         |
| ---- | ------ | ---------------------------- | - | ---- | ---- | ---- | ---- | - | ----------- |
| 1989 | 16.ª   | Cornwall, Ontário            | • | •    | •    | –    | –    | – | [ 1 ] [ 2 ] |
| 1990 | 17.ª   | Lethbridge, Alberta          | • | –    | –    | •    | •    | – | [ 1 ] [ 2 ] |
| 1991 | 18.ª   | London, Ontário              | – | –    | –    | •    | •    | – | [ 1 ] [ 2 ] |
| 1992 | 19.ª   | Victoria, Colúmbia Britânica | – | –    | –    | •    | •    | – | [ 1 ] [ 2 ] |
| 1993 | 20.ª   | Ottawa, Ontário              | – | –    | –    | –    | –    | – | [ 1 ] [ 2 ] |
| 1994 | 21.ª   | Red Deer, Alberta            | – | –    | –    | •    | –    | – | [ 1 ] [ 2 ] |
| 1995 | 22.ª   | Saint John, Nova Brunswick   | – | –    | –    | –    | –    | • | [ 1 ] [ 2 ] |

Legenda
- –  Evento não disputado neste ano

## Lista de medalhistas

### Individual masculino
| Evento                      | Ouro                                 | Prata                               | Bronze                             |
| Calgary 1973 (detalhes)     | Toller Cranston · Canadá             | Ron Shaver · Canadá                 | Minoru Sano · Japão                |
| Kitchener 1974 (detalhes)   | Ron Shaver · Canadá                  | Minoru Sano · Japão                 | Charles Tickner · Estados Unidos   |
| Edmonton 1975 (detalhes)    | Toller Cranston · Canadá             | Ron Shaver · Canadá                 | Terry Kubicka · Estados Unidos     |
| Ottawa 1976 (detalhes)      | Ron Shaver · Canadá                  | Robin Cousins · Reino Unido         | David Santee · Estados Unidos      |
| Moncton 1977 (detalhes)     | Robin Cousins · Reino Unido          | Charles Tickner · Estados Unidos    | Scott Cramer · Estados Unidos      |
| Vancouver 1978 (detalhes)   | Fumio Igarashi · Japão               | Charles Tickner · Estados Unidos    | Brian Pockar · Canadá              |
| 1979                        | Não houve competição                 | Não houve competição                | Não houve competição               |
| Calgary 1980 (detalhes)     | Scott Hamilton · Estados Unidos      | Brian Pockar · Canadá               | David Santee · Estados Unidos      |
| Ottawa 1981 (detalhes)      | Norbert Schramm · Alemanha Ocidental | Brian Orser · Canadá                | Jozef Sabovčík · Tchecoslováquia   |
| Kitchener 1982 (detalhes)   | Brian Boitano · Estados Unidos       | Brian Orser · Canadá                | Heiko Fischer · Alemanha Ocidental |
| Halifax 1983 (detalhes)     | Brian Orser · Canadá                 | Grzegorz Filipowski · Polônia       | Masaru Ogawa · Japão               |
| Victoria 1984 (detalhes)    | Brian Orser · Canadá                 | Grzegorz Filipowski · Polônia       | Masaru Ogawa · Japão               |
| London 1985 (detalhes)      | Jozef Sabovčík · Tchecoslováquia     | Scott Williams · Estados Unidos     | Grzegorz Filipowski · Polônia      |
| Regina 1986 (detalhes)      | Vitali Egorov · União Soviética      | Christopher Bowman · Estados Unidos | Grzegorz Filipowski · Polônia      |
| Calgary 1987 (detalhes)     | Brian Orser · Canadá                 | Brian Boitano · Estados Unidos      | Viktor Petrenko · União Soviética  |
| Thunder Bay 1988 (detalhes) | Kurt Browning · Canadá               | Viktor Petrenko · União Soviética   | Angelo D'Agostino · Estados Unidos |
| Cornwall 1989 (detalhes)    | Petr Barna · Tchecoslováquia         | Paul Wylie · Estados Unidos         | Daniel Weiss · Alemanha Ocidental  |
| Lethbridge 1990 (detalhes)  | Kurt Browning · Canadá               | Grzegorz Filipowski · Polônia       | Mark Mitchell · Estados Unidos     |
| London 1991 (detalhes)      | Elvis Stojko · Canadá                | Vasili Eremenko · União Soviética   | Paul Wylie · Estados Unidos        |
| Victoria 1992 (detalhes)    | Elvis Stojko · Canadá                | Scott Davis · Estados Unidos        | Éric Millot · França               |
| Ottawa 1993 (detalhes)      | Kurt Browning · Canadá               | Mark Mitchell · Estados Unidos      | Steven Cousins · Reino Unido       |
| Red Deer 1994 (detalhes)    | Elvis Stojko · Canadá                | Michael Shmerkin · Israel           | Sébastien Britten · Canadá         |
| Saint John 1995 (detalhes)  | Alexei Urmanov · Rússia              | Michael Shmerkin · Israel           | Éric Millot · França               |
| Kitchener 1996 (detalhes)   | Elvis Stojko · Canadá                | Ilia Kulik · Rússia                 | Scott Davis · Estados Unidos       |
| Halifax 1997 (detalhes)     | Elvis Stojko · Canadá                | Ilia Kulik · Rússia                 | Michael Tyllesen · Dinamarca       |
| Kamloops 1998 (detalhes)    | Evgeni Plushenko · Rússia            | Elvis Stojko · Canadá               | Szabolcs Vidrai · Hungria          |
| Saint John 1999 (detalhes)  | Alexei Yagudin · Rússia              | Elvis Stojko · Canadá               | Takeshi Honda · Japão              |
| Mississauga 2000 (detalhes) | Alexei Yagudin · Rússia              | Todd Eldredge · Estados Unidos      | Matthew Savoie · Estados Unidos    |
| Saskatoon 2001 (detalhes)   | Alexei Yagudin · Rússia              | Elvis Stojko · Canadá               | Todd Eldredge · Estados Unidos     |
| Quebec City 2002 (detalhes) | Takeshi Honda · Japão                | Emanuel Sandhu · Canadá             | Stanislav Timchenko · Rússia       |
| Mississauga 2003 (detalhes) | Evgeni Plushenko · Rússia            | Jeffrey Buttle · Canadá             | Takeshi Honda · Japão              |
| Halifax 2004 (detalhes)     | Emanuel Sandhu · Canadá              | Ben Ferreira · Canadá               | Jeffrey Buttle · Canadá            |
| St. John's 2005 (detalhes)  | Emanuel Sandhu · Canadá              | Jeffrey Buttle · Canadá             | Nobunari Oda · Japão               |
| Victoria 2006 (detalhes)    | Stéphane Lambiel · Suíça             | Daisuke Takahashi · Japão           | Johnny Weir · Estados Unidos       |
| Quebec 2007 (detalhes)      | Brian Joubert · França               | Kevin van der Perren · Bélgica      | Jeffrey Buttle · Canadá            |
| Ottawa 2008 (detalhes)      | Patrick Chan · Canadá                | Ryan Bradley · Estados Unidos       | Evan Lysacek · Estados Unidos      |
| Kitchener 2009 (detalhes)   | Jeremy Abbott · Estados Unidos       | Daisuke Takahashi · Japão           | Alban Préaubert · França           |
| Kingston 2010 (detalhes)    | Patrick Chan · Canadá                | Nobunari Oda · Japão                | Adam Rippon · Estados Unidos       |
| Mississauga 2011 (detalhes) | Patrick Chan · Canadá                | Javier Fernández · Espanha          | Daisuke Takahashi · Japão          |
| Windsor 2012 (detalhes)     | Javier Fernández · Espanha           | Patrick Chan · Canadá               | Nobunari Oda · Japão               |
| Saint John 2013 (detalhes)  | Patrick Chan · Canadá                | Yuzuru Hanyu · Japão                | Nobunari Oda · Japão               |
| Kelowna 2014 (detalhes)     | Takahito Mura · Japão                | Javier Fernández · Espanha          | Max Aaron · Estados Unidos         |
| Lethbridge 2015 (detalhes)  | Patrick Chan · Canadá                | Yuzuru Hanyu · Japão                | Daisuke Murakami · Japão           |
| Mississauga 2016 (detalhes) | Patrick Chan · Canadá                | Yuzuru Hanyu · Japão                | Kevin Reynolds · Canadá            |
| Regina 2017 (detalhes)      | Shoma Uno · Japão                    | Jason Brown · Estados Unidos        | Alexander Samarin · Rússia         |
| Laval 2018 (detalhes)       | Shoma Uno · Japão                    | Keegan Messing · Canadá             | Cha Jun-hwan · Coreia do Sul       |
| Referências:                |                                      |                                     |                                    |

### Individual feminino
| Evento                      | Ouro                               | Prata                                 | Bronze                                |
| Calgary 1973 (detalhes)     | Lynn Nightingale · Canadá          | Barbara Terpenning · Canadá           | Jean Scott · Reino Unido              |
| Kitchener 1974 (detalhes)   | Lynn Nightingale · Canadá          | Anett Pötzsch · Alemanha Oriental     | Wendy Burge · Estados Unidos          |
| Edmonton 1975 (detalhes)    | Susanna Driano · Itália            | Kath Malmberg · Estados Unidos        | Emi Watanabe · Japão                  |
| Ottawa 1976 (detalhes)      | Kim Alletson · Canadá              | Karena Richardson · Reino Unido       | Garnet Ostermeier · Alemanha Oriental |
| Moncton 1977 (detalhes)     | Linda Fratianne · Estados Unidos   | Lisa-Marie Allen · Estados Unidos     | Heather Kemkaran · Canadá             |
| Vancouver 1978 (detalhes)   | Lisa-Marie Allen · Estados Unidos  | Claudia Kristofics-Binder · Áustria   | Kristiina Wegelius · Finlândia        |
| 1979                        | Não houve competição               | Não houve competição                  | Não houve competição                  |
| Calgary 1980 (detalhes)     | Elaine Zayak · Estados Unidos      | Tracey Wainman · Canadá               | Claudia Kristofics-Binder · Áustria   |
| Ottawa 1981 (detalhes)      | Tracey Wainman · Canadá            | Rosalynn Sumners · Estados Unidos     | Kira Ivanova · União Soviética        |
| Kitchener 1982 (detalhes)   | Vikki De Vries · Estados Unidos    | Kristiina Wegelius · Finlândia        | Rosalynn Sumners · Estados Unidos     |
| Halifax 1983 (detalhes)     | Katarina Witt · Alemanha Oriental  | Kay Thomson · Canadá                  | Tiffany Chin · Estados Unidos         |
| Victoria 1984 (detalhes)    | Midori Ito · Japão                 | Tiffany Chin · Estados Unidos         | Natalia Lebedeva · União Soviética    |
| London 1985 (detalhes)      | Caryn Kadavy · Estados Unidos      | Elizabeth Manley · Canadá             | Patricia Neske · Alemanha Ocidental   |
| Regina 1986 (detalhes)      | Elizabeth Manley · Canadá          | Claudia Leistner · Alemanha Ocidental | Joanne Conway · Reino Unido           |
| Calgary 1987 (detalhes)     | Debi Thomas · Estados Unidos       | Elizabeth Manley · Canadá             | Joanne Conway · Reino Unido           |
| Thunder Bay 1988 (detalhes) | Natalia Lebedeva · União Soviética | Jill Trenary · Estados Unidos         | Patricia Neske · Alemanha Ocidental   |
| Cornwall 1989 (detalhes)    | Kristi Yamaguchi · Estados Unidos  | Simone Lang · Alemanha Oriental       | Natalia Lebedeva · União Soviética    |
| Lethbridge 1990 (detalhes)  | Josée Chouinard · Canadá           | Lisa Sargeant · Canadá                | Holly Cook · Estados Unidos           |
| London 1991 (detalhes)      | Surya Bonaly · França              | Marina Kielmann · Alemanha            | Karen Preston · Canadá                |
| Victoria 1992 (detalhes)    | Maria Butyrskaya · Rússia          | Alice Sue Claeys · Bélgica            | Josée Chouinard · Canadá              |
| Ottawa 1993 (detalhes)      | Chen Lu · China                    | Olga Markova · Rússia                 | Karen Preston · Canadá                |
| Red Deer 1994 (detalhes)    | Krisztina Czakó · Hungria          | Laetitia Hubert · França              | Jessica Mills · Estados Unidos        |
| Saint John 1995 (detalhes)  | Michelle Kwan · Estados Unidos     | Hanae Yokoya · Japão                  | Josée Chouinard · Canadá              |
| Kitchener 1996 (detalhes)   | Irina Slutskaya · Rússia           | Tara Lipinski · Estados Unidos        | Lucinda Ruh · Suíça                   |
| Halifax 1997 (detalhes)     | Michelle Kwan · Estados Unidos     | Maria Butyrskaya · Rússia             | Surya Bonaly · França                 |
| Kamloops 1998 (detalhes)    | Elena Liashenko · Ucrânia          | Fumie Suguri · Japão                  | Irina Slutskaya · Rússia              |
| Saint John 1999 (detalhes)  | Michelle Kwan · Estados Unidos     | Julia Soldatova · Rússia              | Jennifer Robinson · Canadá            |
| Mississauga 2000 (detalhes) | Irina Slutskaya · Rússia           | Michelle Kwan · Estados Unidos        | Fumie Suguri · Japão                  |
| Saskatoon 2001 (detalhes)   | Sarah Hughes · Estados Unidos      | Irina Slutskaya · Rússia              | Michelle Kwan · Estados Unidos        |
| Quebec City 2002 (detalhes) | Sasha Cohen · Estados Unidos       | Fumie Suguri · Japão                  | Viktoria Volchkova · Rússia           |
| Mississauga 2003 (detalhes) | Sasha Cohen · Estados Unidos       | Shizuka Arakawa · Japão               | Júlia Sebestyén · Hungria             |
| Halifax 2004 (detalhes)     | Cynthia Phaneuf · Canadá           | Yoshie Onda · Japão                   | Susanna Pöykiö · Finlândia            |
| St. John's 2005 (detalhes)  | Alissa Czisny · Estados Unidos     | Joannie Rochette · Canadá             | Yukari Nakano · Japão                 |
| Victoria 2006 (detalhes)    | Joannie Rochette · Canadá          | Fumie Suguri · Japão                  | Yuna Kim · Coreia do Sul              |
| Quebec 2007 (detalhes)      | Mao Asada · Japão                  | Yukari Nakano · Japão                 | Joannie Rochette · Canadá             |
| Ottawa 2008 (detalhes)      | Joannie Rochette · Canadá          | Fumie Suguri · Japão                  | Alissa Czisny · Estados Unidos        |
| Kitchener 2009 (detalhes)   | Joannie Rochette · Canadá          | Alissa Czisny · Estados Unidos        | Laura Lepistö · Finlândia             |
| Kingston 2010 (detalhes)    | Alissa Czisny · Estados Unidos     | Ksenia Makarova · Rússia              | Amélie Lacoste · Canadá               |
| Mississauga 2011 (detalhes) | Elizaveta Tuktamysheva · Rússia    | Akiko Suzuki · Japão                  | Ashley Wagner · Estados Unidos        |
| Windsor 2012 (detalhes)     | Kaetlyn Osmond · Canadá            | Akiko Suzuki · Japão                  | Kanako Murakami · Japão               |
| Saint John 2013 (detalhes)  | Julia Lipnitskaia · Rússia         | Akiko Suzuki · Japão                  | Gracie Gold · Estados Unidos          |
| Kelowna 2014 (detalhes)     | Anna Pogorilaya · Rússia           | Ashley Wagner · Estados Unidos        | Satoko Miyahara · Japão               |
| Lethbridge 2015 (detalhes)  | Ashley Wagner · Estados Unidos     | Elizaveta Tuktamysheva · Rússia       | Yuka Nagai · Japão                    |
| Mississauga 2016 (detalhes) | Evgenia Medvedeva · Rússia         | Kaetlyn Osmond · Canadá               | Satoko Miyahara · Japão               |
| Regina 2017 (detalhes)      | Kaetlyn Osmond · Canadá            | Maria Sotskova · Rússia               | Ashley Wagner · Estados Unidos        |
| Laval 2018 (detalhes)       | Elizaveta Tuktamysheva · Rússia    | Mako Yamashita · Japão                | Evgenia Medvedeva · Rússia            |
| Referências:                |                                    |                                       |                                       |

### Duplas
| Evento                      | Ouro                                                  | Prata                                                 | Bronze                                                 |
| Victoria 1984 (detalhes)    | Elena Bechke · Valeri Kornienko · União Soviética     | Cynthia Coull · Mark Rowsom · Canadá                  | Katherina Matousek · Lloyd Eisler · Canadá             |
| London 1985 (detalhes)      | Ekaterina Gordeeva · Sergei Grinkov · União Soviética | Veronika Pershina · Marat Akbarov · União Soviética   | Denise Benning · Lyndon Johnston · Canadá              |
| Regina 1986 (detalhes)      | Cynthia Coull · Mark Rowsom · Canadá                  | Ekaterina Gordeeva · Sergei Grinkov · União Soviética | Natalie Seybold · Wayne Seybold · Estados Unidos       |
| Calgary 1987 (detalhes)     | Christine Hough · Doug Ladret · Canadá                | Elena Kvitchenko · Rashid Kadyrkaev · União Soviética | Katy Keely · Joseph Mero · Estados Unidos              |
| Thunder Bay 1988 (detalhes) | Isabelle Brasseur · Lloyd Eisler · Canadá             | Peggy Schwarz · Alexander König · Alemanha Oriental   | Ekaterina Murugova · Artem Torgashev · União Soviética |
| Cornwall 1989 (detalhes)    | Elena Leonova · Gennadi Krasnitski · União Soviética  | Cindy Landry · Lyndon Johnston · Canadá               | Michelle Menzies · Kevin Wheeler · Canadá              |
| Lethbridge 1990 (detalhes)  | Isabelle Brasseur · Lloyd Eisler · Canadá             | Evgenia Shishkova · Vadim Naumov · União Soviética    | Michelle Menzies · Kevin Wheeler · Canadá              |
| London 1991 (detalhes)      | Stacey Ball · Jean-Michel Bombardier · Canadá         | Michelle Menzies · Kevin Wheeler · Canadá             | Marina Eltsova · Andrei Bushkov · União Soviética      |
| Victoria 1992 (detalhes)    | Mandy Wötzel · Ingo Steuer · Alemanha                 | Michelle Menzies · Jean-Michel Bombardier · Canadá    | Danielle Carr · Stephen Carr · Austrália               |
| Ottawa 1993 (detalhes)      | Ekaterina Gordeeva · Sergei Grinkov · Rússia          | Radka Kovaříková · René Novotný · República Tcheca    | Michelle Menzies · Jean-Michel Bombardier · Canadá     |
| Red Deer 1994 (detalhes)    | Kristy Sargeant · Kris Wirtz · Canadá                 | Elena Berezhnaya · Oleg Shliakhov · Letônia           | Sarah Abitbol · Stéphane Bernadis · França             |
| Saint John 1995 (detalhes)  | Evgenia Shishkova · Vadim Naumov · Rússia             | Maria Petrova · Anton Sikharulidze · Rússia           | Jodeyne Higgins · Sean Rice · Canadá                   |
| Kitchener 1996 (detalhes)   | Mandy Wötzel · Ingo Steuer · Alemanha                 | Marina Eltsova · Andrei Bushkov · Rússia              | Kyoko Ina · Jason Dungjen · Estados Unidos             |
| Halifax 1997 (detalhes)     | Oksana Kazakova · Artur Dmitriev · Rússia             | Marina Khalturina · Andrei Kroukov · Cazaquistão      | Sarah Abitbol · Stéphane Bernadis · França             |
| Kamloops 1998 (detalhes)    | Shen Xue · Zhao Hongbo · China                        | Maria Petrova · Alexei Tikhonov · Rússia              | Jamie Salé · David Pelletier · Canadá                  |
| Saint John 1999 (detalhes)  | Elena Berezhnaya · Anton Sikharulidze · Rússia        | Kyoko Ina · John Zimmerman · Estados Unidos           | Kristy Wirtz · Kris Wirtz · Canadá                     |
| Mississauga 2000 (detalhes) | Jamie Salé · David Pelletier · Canadá                 | Elena Berezhnaya · Anton Sikharulidze · Rússia        | Maria Petrova · Alexei Tikhonov · Rússia               |
| Saskatoon 2001 (detalhes)   | Jamie Salé · David Pelletier · Canadá                 | Tatiana Totmianina · Maxim Marinin · Rússia           | Anabelle Langlois · Patrice Archetto · Canadá          |
| Quebec City 2002 (detalhes) | Tatiana Totmianina · Maxim Marinin · Rússia           | Pang Qing · Tong Jian · China                         | Anabelle Langlois · Patrice Archetto · Canadá          |
| Mississauga 2003 (detalhes) | Tatiana Totmianina · Maxim Marinin · Rússia           | Shen Xue · Zhao Hongbo · China                        | Dorota Zagórska · Mariusz Siudek · Polônia             |
| Halifax 2004 (detalhes)     | Shen Xue · Zhao Hongbo · China                        | Pang Qing · Tong Jian · China                         | Dorota Zagórska · Mariusz Siudek · Polônia             |
| St. John's 2005 (detalhes)  | Aliona Savchenko · Robin Szolkowy · Alemanha          | Maria Petrova · Alexei Tikhonov · Rússia              | Valérie Marcoux · Craig Buntin · Canadá                |
| Victoria 2006 (detalhes)    | Zhang Dan · Zhang Hao · China                         | Rena Inoue · John Baldwin · Estados Unidos            | Valérie Marcoux · Craig Buntin · Canadá                |
| Quebec 2007 (detalhes)      | Aliona Savchenko · Robin Szolkowy · Alemanha          | Jessica Dubé · Bryce Davison · Canadá                 | Yuko Kawaguchi · Alexander Smirnov · Rússia            |
| Ottawa 2008 (detalhes)      | Yuko Kawaguchi · Alexander Smirnov · Rússia           | Jessica Dubé · Bryce Davison · Canadá                 | Keauna McLaughlin · Rockne Brubaker · Estados Unidos   |
| Kitchener 2009 (detalhes)   | Aliona Savchenko · Robin Szolkowy · Alemanha          | Maria Mukhortova · Maxim Trankov · Rússia             | Jessica Dubé · Bryce Davison · Canadá                  |
| Kingston 2010 (detalhes)    | Lubov Iliushechkina · Nodari Maisuradze · Rússia      | Kirsten Moore-Towers · Dylan Moscovitch · Canadá      | Paige Lawrence · Rudi Swiegers · Canadá                |
| Mississauga 2011 (detalhes) | Tatiana Volosozhar · Maxim Trankov · Rússia           | Sui Wenjing · Han Cong · China                        | Meagan Duhamel · Eric Radford · Canadá                 |
| Mississauga 2012 (detalhes) | Aliona Savchenko · Robin Szolkowy · Alemanha          | Meagan Duhamel · Eric Radford · Canadá                | Stefania Berton · Ondřej Hotárek · Itália              |
| Saint John 2013 (detalhes)  | Stefania Berton · Ondřej Hotárek · Itália             | Sui Wenjing · Han Cong · China                        | Meagan Duhamel · Eric Radford · Canadá                 |
| Kelowna 2014 (detalhes)     | Meagan Duhamel · Eric Radford · Canadá                | Sui Wenjing · Han Cong · China                        | Evgenia Tarasova · Vladimir Morozov · Rússia           |
| Lethbridge 2015 (detalhes)  | Meagan Duhamel · Eric Radford · Canadá                | Evgenia Tarasova · Vladimir Morozov · Rússia          | Kirsten Moore-Towers · Michael Marinaro · Canadá       |
| Mississauga 2016 (detalhes) | Meagan Duhamel · Eric Radford · Canadá                | Yu Xiaoyu · Zhang Hao · China                         | Lubov Ilyushechkina · Dylan Moscovitch · Canadá        |
| Regina 2017 (detalhes)      | Meagan Duhamel · Eric Radford · Canadá                | Aliona Savchenko · Bruno Massot · Alemanha            | Vanessa James · Morgan Ciprès · França                 |
| Laval 2018 (detalhes)       | Vanessa James · Morgan Ciprès · França                | Peng Cheng · Jin Yang · China                         | Kirsten Moore-Towers · Michael Marinaro · Canadá       |
| Referências:                |                                                       |                                                       |                                                        |

### Dança no gelo
| Evento                      | Ouro                                                    | Prata                                                   | Bronze                                                     |
| Calgary 1973 (detalhes)     | Louise Soper · Barry Soper · Canadá                     |                                                         | Irina Moiseeva · Andrei Minenkov · União Soviética         |
| Kitchener 1974 (detalhes)   | Irina Moiseeva · Andrei Minenkov · União Soviética      | Colleen O'Connor · Jim Millns · Estados Unidos          | Janet Thompson · Warren Maxwell · Reino Unido              |
| Edmonton 1975 (detalhes)    | Natalia Linichuk · Gennadi Karponosov · União Soviética | Barbara Berezowski · David Porter · Canadá              | Matilde Ciccia · Lamberto Ceserani · Itália                |
| Ottawa 1976 (detalhes)      | Natalia Linichuk · Gennadi Karponosov · União Soviética | Janet Thompson · Warren Maxwell · Reino Unido           | Susan Carscallen · Eric Gillies · Canadá                   |
| Moncton 1977 (detalhes)     | Janet Thompson · Warren Maxwell · Reino Unido           | Marina Zoueva · Andrei Vitman · União Soviética         | Lorna Wighton · John Dowding · Canadá                      |
| Vancouver 1978 (detalhes)   | Krisztina Regőczy · András Sallay · Hungria             | Lorna Wighton · John Dowding · Canadá                   | Marina Zoueva · Andrei Vitman · União Soviética            |
| 1979                        | Não houve competição                                    | Não houve competição                                    | Não houve competição                                       |
| Calgary 1980 (detalhes)     | Judy Blumberg · Michael Seibert · Estados Unidos        | Karen Barber · Nicky Slater · Reino Unido               | Marie McNeill · Rob McCall · Canadá                        |
| Ottawa 1981 (detalhes)      | Carol Fox · Richard Dalley · Estados Unidos             | Karen Barber · Nicky Slater · Reino Unido               | Natalia Karamysheva · Rostislav Sinitsyn · União Soviética |
| Kitchener 1982 (detalhes)   | Elisa Spitz · Scott Gregory · Estados Unidos            | Tracy Wilson · Rob McCall · Canadá                      | Natalia Annenko · Genrikh Sretenski · União Soviética      |
| Halifax 1983 (detalhes)     | Tracy Wilson · Rob McCall · Canadá                      | Wendy Sessions · Stephen Williams · Reino Unido         | Natalia Annenko · Genrikh Sretenski · União Soviética      |
| Victoria 1984 (detalhes)    | Olga Volozhinskaya · Alexander Svinin · União Soviética | Petra Born · Rainer Schönborn · Alemanha Ocidental      | Kelly Johnson · John Thomas · Canadá                       |
| London 1985 (detalhes)      | Renée Roca · Donald Adair · Estados Unidos              | Olga Volozhinskaya · Alexander Svinin · União Soviética | Kathrin Beck · Christoff Beck · Áustria                    |
| Regina 1986 (detalhes)      | Natalia Annenko · Genrikh Sretenski · União Soviética   | Suzanne Semanick · Scott Gregory · Estados Unidos       | Karyn Garossino · Rod Garossino · Canadá                   |
| Calgary 1987 (detalhes)     | Tracy Wilson · Rob McCall · Canadá                      | Kathrin Beck · Christoff Beck · Áustria                 | Lia Trovati · Roberto Pelizzola · Itália                   |
| Thunder Bay 1988 (detalhes) | Natalia Annenko · Genrikh Sretenski · União Soviética   | April Sargent · Russ Witherby · Estados Unidos          | Melanie Cole · Michael Farrington · Canadá                 |
| Cornwall 1989 (detalhes)    | Suzanne Semanick · Ron Kravette · Estados Unidos        | Michelle McDonald · Mark Mitchell · Canadá              | Jacqueline Petr · Mark Janoschak · Canadá                  |
| Lethbridge 1990 (detalhes)  | Jacqueline Petr · Mark Janoschak · Canadá               | Irina Romanova · Igor Yaroshenko · União Soviética      | Małgorzata Grajcar · Andrzej Dostatni · Polônia            |
| London 1991 (detalhes)      | Stefania Calegari · Pasquale Camerlengo · Itália        | Sophie Moniotte · Pascal Lavanchy · França              | Kateřina Mrázová · Martin Šimeček · República Tcheca       |
| Victoria 1992 (detalhes)    | Susanna Rahkamo · Petri Kokko · Finlândia               | Yaroslava Nechaeva · Yuri Chesnichenko · Rússia         | Kateřina Mrázová · Martin Šimeček · República Tcheca       |
| Ottawa 1993 (detalhes)      | Sophie Moniotte · Pascal Lavanchy · França              | Tatiana Navka · Samuel Gezolian · Bielorrússia          | Shae-Lynn Bourne · Victor Kraatz · Canadá                  |
| Red Deer 1994 (detalhes)    | Shae-Lynn Bourne · Victor Kraatz · Canadá               | Margarita Drobiazko · Povilas Vanagas · Lituânia        | Renée Roca · Gorsha Sur · Estados Unidos                   |
| Saint John 1995 (detalhes)  | Shae-Lynn Bourne · Viktor Kraatz · Canadá               | Marina Anissina · Gwendal Peizerat · França             | Irina Romanova · Igor Yaroshenko · Ucrânia                 |
| Kitchener 1996 (detalhes)   | Shae-Lynn Bourne · Viktor Kraatz · Canadá               | Marina Anissina · Gwendal Peizerat · França             | Barbara Fusar-Poli · Maurizio Margaglio · Itália           |
| Halifax 1997 (detalhes)     | Shae-Lynn Bourne · Viktor Kraatz · Canadá               | Elizabeth Punsalan · Jerod Swallow · Estados Unidos     | Irina Lobacheva · Ilia Averbukh · Rússia                   |
| Kamloops 1998 (detalhes)    | Shae-Lynn Bourne · Viktor Kraatz · Canadá               | Margarita Drobiazko · Povilas Vanagas · Lituânia        | Sylwia Nowak · Sebastian Kolasiński · Polônia              |
| Saint John 1999 (detalhes)  | Margarita Drobiazko · Povilas Vanagas · Lituânia        | Elena Grushina · Ruslan Goncharov · Ucrânia             | Isabelle Delobel · Olivier Schoenfelder · França           |
| Mississauga 2000 (detalhes) | Marina Anissina · Gwendal Peizerat · França             | Galit Chait · Sergei Sakhnovski · Israel                | Marie-France Dubreuil · Patrice Lauzon · Canadá            |
| Saskatoon 2001 (detalhes)   | Shae-Lynn Bourne · Victor Kraatz · Canadá               | Galit Chait · Sergei Sakhnovski · Israel                | Isabelle Delobel · Olivier Schoenfelder · França           |
| Quebec City 2002 (detalhes) | Elena Grushina · Ruslan Goncharov · Ucrânia             | Marie-France Dubreuil · Patrice Lauzon · Canadá         | Svetlana Kulikova · Arseni Markov · Rússia                 |
| Mississauga 2003 (detalhes) | Tatiana Navka · Roman Kostomarov · Rússia               | Albena Denkova · Maxim Staviyski · Bulgária             | Marie-France Dubreuil · Patrice Lauzon · Canadá            |
| Halifax 2004 (detalhes)     | Albena Denkova · Maxim Staviyski · Bulgária             | Marie-France Dubreuil · Patrice Lauzon · Canadá         | Galit Chait · Sergei Sakhnovski · Israel                   |
| St. John's 2005 (detalhes)  | Marie-France Dubreuil · Patrice Lauzon · Canadá         | Elena Grushina · Ruslan Goncharov · Ucrânia             | Melissa Gregory · Denis Petukhov · Estados Unidos          |
| Victoria 2006 (detalhes)    | Marie-France Dubreuil · Patrice Lauzon · Canadá         | Tessa Virtue · Scott Moir · Canadá                      | Federica Faiella · Massimo Scali · Itália                  |
| Quebec 2007 (detalhes)      | Tessa Virtue · Scott Moir · Canadá                      | Anna Cappellini · Luca Lanotte · Itália                 | Pernelle Carron · Mathieu Jost · França                    |
| Ottawa 2008 (detalhes)      | Meryl Davis · Charlie White · Estados Unidos            | Vanessa Crone · Paul Poirier · Canadá                   | Nathalie Péchalat · Fabian Bourzat · França                |
| Kitchener 2009 (detalhes)   | Tessa Virtue · Scott Moir · Canadá                      | Nathalie Péchalat · Fabian Bourzat · França             | Kaitlyn Weaver · Andrew Poje · Canadá                      |
| Kingston 2010 (detalhes)    | Vanessa Crone · Paul Poirier · Canadá                   | Sinead Kerr · John Kerr · Reino Unido                   | Madison Chock · Greg Zuerlein · Estados Unidos             |
| Mississauga 2011 (detalhes) | Tessa Virtue · Scott Moir · Canadá                      | Kaitlyn Weaver · Andrew Poje · Canadá                   | Anna Cappellini · Luca Lanotte · Itália                    |
| Windsor 2012 (detalhes)     | Tessa Virtue · Scott Moir · Canadá                      | Anna Cappellini · Luca Lanotte · Itália                 | Ekaterina Riazanova · Ilia Tkachenko · Rússia              |
| Saint John 2013 (detalhes)  | Tessa Virtue · Scott Moir · Canadá                      | Kaitlyn Weaver · Andrew Poje · Canadá                   | Madison Hubbell · Zachary Donohue · Estados Unidos         |
| Kelowna 2014 (detalhes)     | Kaitlyn Weaver · Andrew Poje · Canadá                   | Piper Gilles · Paul Poirier · Canadá                    | Madison Hubbell · Zachary Donohue · Estados Unidos         |
| Lethbridge 2015 (detalhes)  | Kaitlyn Weaver · Andrew Poje · Canadá                   | Maia Shibutani · Alex Shibutani · Estados Unidos        | Ekaterina Bobrova · Dmitri Soloviev · Rússia               |
| Mississauga 2016 (detalhes) | Tessa Virtue · Scott Moir · Canadá                      | Madison Chock · Evan Bates · Estados Unidos             | Piper Gilles · Paul Poirier · Canadá                       |
| Regina 2017 (detalhes)      | Tessa Virtue · Scott Moir · Canadá                      | Kaitlyn Weaver · Andrew Poje · Canadá                   | Madison Hubbell · Zachary Donohue · Estados Unidos         |
| Laval 2018 (detalhes)       | Madison Hubbell · Zachary Donohue · Estados Unidos      | Victoria Sinitsina · Nikita Katsalapov · Rússia         | Piper Gilles · Paul Poirier · Canadá                       |
| Referências:                |                                                         |                                                         |                                                            |

### Artístico masculino
| Evento                   | Ouro                              | Prata                       | Bronze              |
| Cornwall 1989 (detalhes) | Daniel Weiss · Alemanha Ocidental | Paul Wylie · Estados Unidos | Norm Proft · Canadá |
| Referências:             |                                   |                             |                     |

### Artístico feminino
| Evento                   | Ouro                     | Prata                    | Bronze                      |
| Cornwall 1989 (detalhes) | Yukiko Kashihara · Japão | Dianne Takeuchi · Canadá | Jenni Meno · Estados Unidos |
| Referências:             |                          |                          |                             |

### Interpretativo masculino
| Evento                     | Ouro                                            | Prata                                           | Bronze                                          |
| Lethbridge 1990 (detalhes) | Steven Belanger · Canadá                        | Daniel Weiss · Alemanha Ocidental               | Cameron Medhurst · Austrália                    |
| London 1991 (detalhes)     | Daniel Weiss · Alemanha                         | David Liu · Taipé Chinês                        | Bill Bridel · Canadá                            |
| Victoria 1992 (detalhes)   | David Liu · Taipé Chinês                        | Troy Goldstein · Estados Unidos                 | Henrik Walentin · Dinamarca                     |
| Ottawa 1993                | Não houve a disputa do interpretativo masculino | Não houve a disputa do interpretativo masculino | Não houve a disputa do interpretativo masculino |
| Red Deer 1994 (detalhes)   | Daniel Weiss · Alemanha                         | David Liu · Taipé Chinês                        | Henrik Walentin · Dinamarca                     |
| Referências:               |                                                 |                                                 |                                                 |

### Interpretativo feminino
| Evento                     | Ouro                       | Prata                          | Bronze                           |
| Lethbridge 1990 (detalhes) | Joanna Ng · Estados Unidos | Trudy Treslan · Canadá         | Anisette Torp-Lind · Dinamarca   |
| London 1991 (detalhes)     | Laurie Palmer · Canadá     | Anisette Torp-Lind · Dinamarca | Leana Naczynski · Estados Unidos |
| Victoria 1992 (detalhes)   | Maria Butyrskaya · Rússia  | Junko Yaginuma · Japão         | Robin Johnstone · Canadá         |
| Referências:               |                            |                                |                                  |

### Quartetos
| Evento                     | Ouro                                                                             | Prata                                                                      | Bronze                                                                           |
| Cornwall 1989 (detalhes)   | Christine Hough · Doug Ladret · Cindy Landry · Lyndon Johnston · Canadá          | Patricia MacNeil · Cory Watson · Michelle Menzies · Kevin Wheeler · Canadá | Calla Urbanski · Mark Naylor · Elaine Asanakis · Joel McKeever · Estados Unidos  |
| Lethbridge 1990 (detalhes) | Stacey Ball · Jean-Michel Bombardier · Isabelle Brasseur · Lloyd Eisler · Canadá | Christine Hough · Doug Ladret · Michelle Menzies · Kevin Wheeler · Canadá  | Elaine Asanakis · Joel McKeever · Calla Urbanski · Rocky Marval · Estados Unidos |
| Referências:               |                                                                                  |                                                                            |                                                                                  |

### Individual masculino júnior
| Evento                     | Ouro                             | Prata                      | Bronze                   |
| Saint John 1995 (detalhes) | Derrick Delmore · Estados Unidos | Stannick Jeanette · França | Jayson Dénommée · Canadá |
| Referências:               |                                  |                            |                          |